# Tanganoides harveyi
Espèce
Synonymes
- Tangana harveyi Davies, 2003

Tanganoides harveyi est une espèce d'araignées aranéomorphes de la famille des Desidae.

## Distribution
Cette espèce est endémique du Victoria en Australie. Elle se rencontre vers The Beeches.

## Description
La carapace de la femelle holotype mesure 7,2 mm de long sur 4,8 mm de large et l'abdomen 6,0 mm de long sur 4,0 mm de large.

## Étymologie
Cette espèce est nommée en l'honneur de Mark Stephen Harvey.

## Publication originale
- Davies, 2003 : Tangana, a new spider genus from Australia (Amaurobioidea: Amphinectidae: Tasmarubriinae). Memoirs of the Queensland Museum, vol. 49, p. 251-259 (texte intégral).